# Baldy Mountain
Baldy Mountain är ett berg i Kanada.   Det ligger i provinsen Manitoba, i den sydöstra delen av landet, 2 000 km väster om huvudstaden Ottawa. Toppen på Baldy Mountain är 832 meter över havet. och är det högsta berget i Manitoba.
Terrängen runt Baldy Mountain är platt västerut, men österut är den kuperad. Trakten runt Baldy Mountain är nära nog obefolkad, med mindre än två invånare per kvadratkilometer.. Det finns inga samhällen i närheten. 
I omgivningarna runt Baldy Mountain växer i huvudsak blandskog.